# شلن (عملة بريطانية)
الشلن البريطاني، ويختصر بـ "1s" أو "1/-"، كان وحدة عملة وفئة من العملات المعدنية بقيمة الجنيه الاسترليني 1⁄20، أو اثني عشر بنسًا. سك لأول مرة في عهد هنري السابع باسم تيستون، وأصبح يعرف باسم الشلن، من الكلمة الإنجليزية القديمة scilling، تم تداولها حتى عام 1990. واستخدمت كلمة بوب أحيانًا للإشارة إلى قيمة نقدية تبلغ عدة شلنات، على سبيل المثال "ورقة العشرة بوب". بعد التقسيم العشري في 15 فبراير 1971، بلغت قيمة العملة خمسة بنسات جديدة، وسكت عملة جديدة بنفس القيمة ولكن صنفت على أنها "خمسة بنسات جديدة" أو "خمسة بنسات" بنفس حجم الشلن حتى عام 1990، عندما اعتبر الشلن عملة غير قانونية. صنع من الفضة منذ طرحه في عام 1503 أو حوالي عام 1946، وبعد ذلك من النحاس والنيكل.
قبل اليوم العشري [الإنجليزية] في عام 1971، استخدم الجنيه الاسترليني النظام النقدي الكارولنجي (£sd)، والذي بموجبه كانت أكبر وحدة هي الجنيه الاسترليني (جنيه إسترليني) مقسم إلى 20 شلنًا (s)، كل منها 12 بنسًا (d).
على الرغم من أن العملة لم تُسك حتى القرن السادس عشر، فقد استخدمت قيمة الشلن لأغراض المحاسبة منذ أوائل العصور الوسطى. وقيمة شلن واحد تساوي 12 بنسًا (12d) حددت من قبل النورمانديين بعد الغزو لإنجلترا؛ قبل ذلك، كانت العملات المعدنية الإنجليزية المختلفة التي تساوي 4 و5 و12 بنسًا تُعرف بالشلن. استخدم الرمز ss/dd لعدد من الشلنات والبنسات على نطاق واسع (على سبيل المثال، "19/11" لتسعة عشر شلنًا وأحد عشر بنسًا). واستخدم النموذج ss/– لعدد من الشلنات وصفر بنس (على سبيل المثال، "5/–" لخمسة شلنات بالضبط).

## تصميم
تتميز الاختبارات الصادرة في عهد هنري السابع بصورة للملك على الوجه الأيمن. يحيط بالصورة نقش HENRICUS DI GRA REX ANGL Z FRA، أو ما شابه ذلك، ويعني "هنري، بفضل الله، ملك إنجلترا وفرنسا". تحمل جميع الشلنات المسكوكة في عهد الملوك والملكات اللاحقين نقشًا مشابهًا على الوجه لتحديد الملك (أو اللورد الحامي أثناء الكومنولث)، وعادةً ما تقلب الصورة من الوجه الأيسر إلى الوجه الأيمن أو العكس بين الملوك. يتميز الجانب الخلفي بشعار الأسلحة الملكية في إنجلترا، محاطًا بالنقش POSVI DEVM ADIVTORE MEVM، أو بديل يعني "لقد جعلت الله معينًا لي".
تتميز اختبارات هنري الثامن بتصميم عكس مختلف، وتتميز بزهرة تيودور المتوجة، لكن تصميمات إدوارد السادس تعود إلى تصميم الأسلحة الملكية المستخدمة سابقًا. بدءًا من إدوارد السادس، تحمل العملات المعدنية الفئة XII المطبوعة بجوار صورة الملك. إليزابيث الأولى وماري الأولى شلنات هي استثناءات لهذا؛ الأول يحمل الفئة المطبوعة على ظهره، فوق شعار النبالة، والأخير ليس له أي فئة مطبوعة على الإطلاق. وبعض الشلنات الصادرة في عهد ماري تحمل تاريخ سك العملة، مطبوعًا فوق الصورتين المزدوجتين لمريم وفيليب.
تتميز الشلنات المبكرة لجيمس الأول بتبديل النقش على عكس العملة EXURGAT DEUS DISSIPENTUR INIMICI، الذي يعني "ليقوم الله ويتبدد أعداؤه"، ليصبح QVAE DEVS CONIVNXIT NEMO SEPARET، ويعني "ما جمعه الله لا يفرقه إنسان" بعد عام 1604.

## سك العملة
فيكتوريا
- 1838 - 1,956,240
- 1839 - 5,666,760
- 1840 - 1,639,440
- 1841 - 875,160
- 1842 - 2,094,840
- 1843 - 1,465,200
- 1844 - 4,466,760
- 1845 - 4,082,760
- 1846 - 4,031,280
- 1848 - 1,041,480
- 1849 - 645,480
- 1850 - 685,080
- 1851 - 470,071
- 1852 - 1,306,574
- 1853 - 4,256,188
- 1854 - 522,414
- 1855 - 1,368,499
- 1856 - 3,168,600
- 1857 - 2,562,120
- 1858 - 3,108,600
- 1859 - 4,561,920
- 1860 - 1,671,120
- 1861 - 1,382,040
- 1862 - 954,360
- 1863 - 839,320
- 1864 - 4,518,360
- 1865 - 5,619,240
- 1866 - 4,989,600
- 1867 - 2,166,120
- 1868 - 3,330,360
- 1869 - 736,560
- 1870 - 1,467,471
- 1871 - 4,910,010
- 1872 - 8,897,781
- 1873 - 6,589,598
- 1874 - 5,503,747
- 1875 - 4,353,983
- 1876 - 1,057,387
- 1877 - 2,980,703
- 1878 - 3,127,131
- 1879 - 3,611,407
- 1880 - 4,842,786
- 1881 - 5,255,332
- 1882 - 1,611,786
- 1883 - 7,281,450
- 1884 - 3,923,993
- 1885 - 3,336,527
- 1886 - 2,086,819
- 1887 - 4,034,133
- 1888 - 4,526,856
- 1889 - 7,039,628
- 1890 - 8,794,042
- 1891 - 5,665,348
- 1892 - 4,591,622
- 1893 - 7,040,386
- 1894 - 5,953,152
- 1895 - 8,880,651
- 1896 - 9,264,551
- 1897 - 6,270,364
- 1898 - 9,768,703
- 1899 - 10,965,382
- 1900 - 10,937,590
- 1901 - 3,426,294

إدوارد السابع
- 1902 - 7905604
- 1903 - 2061823
- 1904 - 2040161
- 1905 - 488390
- 1906 - 10791025
- 1907 - 14.083.418
- 1908 - 3806969
- 1909 - 5664982
- 1910 - 26.547.236

جورج الخامس
- 1911 - 20,065,908; 6,000 (Proof)
- 1912 - 15,594,009
- 1913 - 9,011,509
- 1914 - 23,415,843
- 1915 - 39,279,024
- 1916 - 35,862,015
- 1917 - 22,202,608
- 1918 - 34,915,934
- 1919 - 10,823,824
- 1920 - 22,865,142
- 1921 - 22,648,763
- 1922 - 27,215,738
- 1923 - 14,575,243
- 1924 - 9,250,095
- 1925 - 5,418,764
- 1926 - 22,516,453
- 1927 - 9,262,244
- 1928 - 18,136,778
- 1929 - 19,343,006
- 1930 - 3,137,092
- 1931 - 6,993,926
- 1932 - 12,168,101
- 1933 - 11,511,624
- 1934 - 6,138,463
- 1935 - 9,183,462
- 1936 - 11,910,613

جورج السادس
- 1937 - 8,359,524; 26,000 (Proof)
- 1938 - 4,833,436
- 1939 - 11,052,677
- 1940 - 11,099,126
- 1941 - 11,391,883
- 1942 - 17,453,643
- 1943 - 11,404,213
- 1944 - 11,586,751
- 1945 - 15,143,404
- 1946 - 18,663,797
- 1947 - 12,120,611
- 1948 - 45,576,923
- 1949 - 19,328,405
- 1950 - 19,261,385; 17,500 (Proof)
- 1951 - 9,956,930; 20,000 (Proof)

- 1937 - 6,775,877; 26,000 (Proof)
- 1938 - 4,797,852
- 1939 - 10,263,892
- 1940 - 9,913,089
- 1941 - 8,086,830
- 1942 - 13,676,759
- 1943 - 9,824,214
- 1944 - 10,990,167
- 1945 - 15,106,270
- 1946 - 16,381,501
- 1947 - 12,283,223
- 1948 - 45,351,937
- 1949 - 21,243,074
- 1950 - 14,299,614; 18,000 (Proof)
- 1951 - 10,961,174; 20,000 (Proof)

الملكة إليزابيث الثانية
- 1953 - 41,943,800; 40,000 (Proof)
- 1954 - 30,162,032
- 1955 - 45,259,908
- 1956 - 44,970,009
- 1957 - 42,774,217
- 1958 - 14,392,305
- 1959 - 19,442,778
- 1960 - 27,027,932
- 1961 - 39,816,907
- 1962 - 36,704,374
- 1963 - 44,714,000
- 1964 - 13,617,440
- 1965 - 11,236,000
- 1966 - 15,002,000
- 1970 - 750,476 (Proof only)

- 1953 - 20,663,528; 40,000 (Proof)
- 1954 - 26,771,735
- 1955 - 27,950,906
- 1956 - 42,853,639
- 1957 - 17,959,988
- 1958 - 40,822,557
- 1959 - 1,012,988
- 1960 - 14,375,932
- 1961 - 2,762,558
- 1962 - 18,967,310
- 1963 - 32,300,000
- 1964 - 5,246,560
- 1965 - 31,364,000
- 1966 - 15,604,000
- 1970 - 750,476 (Proof only)

## ملحوظات
1. ↑  75% نحاس و 25% نيكل

## روابط خارجية
- نادي العملات عبر الإنترنت / نوع العملة: الشلن - قائمة بجميع الشلنات الصادرة، مع سك العملة والأوصاف والصور